# Màquina de sumar de Leonardo Da Vinci

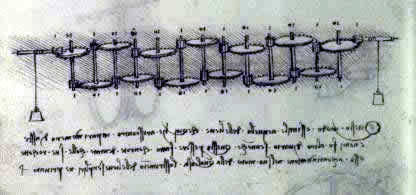
Dibuix de la màquina de sumar de Leonardo da Vinci (Còdex Madrid)

La màquina de sumar de Leonardo da Vinci va ser una màquina mecànica de sumar inventada per Leonardo da Vinci (1452-1519). Va ser descoberta el 1967 per investigadors nord-americans en la Biblioteca Nacional de Madrid en el Còdex Madrid. La pascalina construïda per Blaise Pascal, hi guarda una certa similitud, ja que, com es pot veure al dibuix de la màquina de sumar, mostra una sèrie d'engranatges amb una relació de 10 a 1 que representen els dígits.